# Тахограф

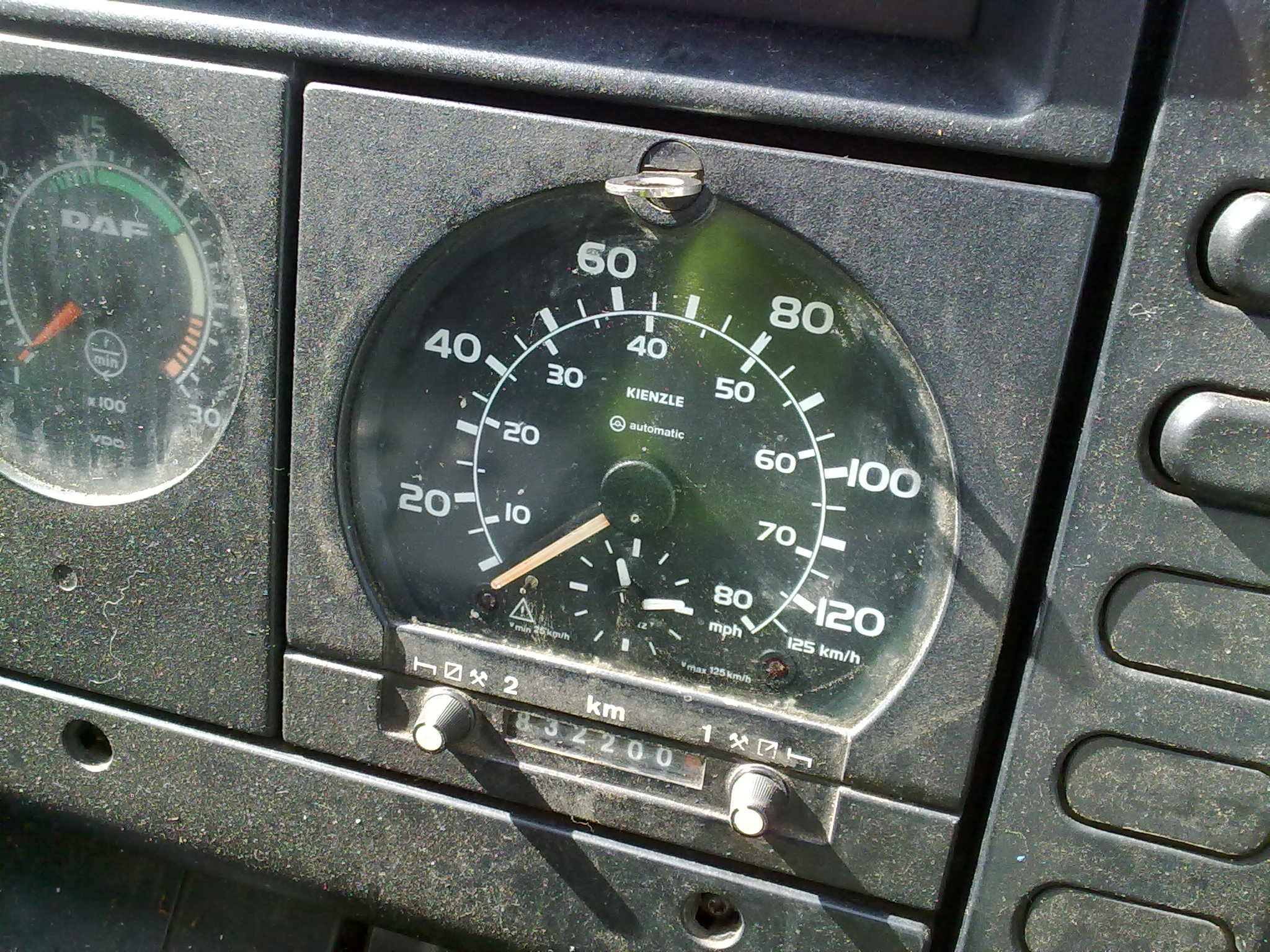

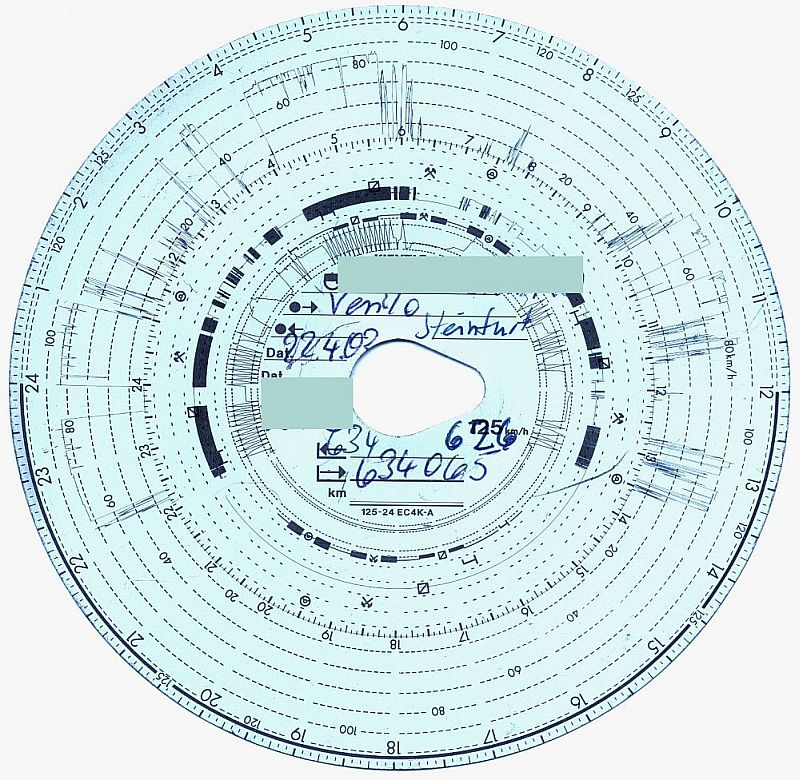
Карта тахографа

Цифровий тахограф — це пристрій, призначений для контролю швидкості і пройденого шляху транспортного засобу, часу праці та відпочинку водія. Тахограф поєднує в собі функції годинника і спідометра. Вмонтований у транспортний засіб, тахограф фіксує швидкість транспортного засобу і час його руху та простою.
Є 4 типи діяльності: робота, інша робота, перерва, доступність. Встановлення та використання цифрового тахографа обов'язкове відповідно до європейського законодавства.
Мета запровадження цифрового тахографа у тому, щоб захистити водія та уникнути тривалих переїздів, котрі порушують правила безпеки транспортного руху на дорогах.